# Melittobia megachilis
Melittobia megachilis är en stekelart som först beskrevs av Alpheus Spring Packard 1864.  Melittobia megachilis ingår i släktet Melittobia och familjen finglanssteklar. Inga underarter finns listade i Catalogue of Life.